# Myrmecorhynchus carteri
Myrmecorhynchus carteri är en myrart som beskrevs av Clark 1934. Myrmecorhynchus carteri ingår i släktet Myrmecorhynchus och familjen myror. Inga underarter finns listade i Catalogue of Life.